# Vách tế bào thực vật
Vách tế bào thực vật là bộ phận không sống của tế bào, được hình thành do sự hoạt động của chất nguyên sinh tạo nên, vách này quyết định hình dạng của tế bào thực vật và độ bền vững cơ học của chúng ở mức độ đáng kể. Vách tế bào có tác dụng bảo vệ các nội chất sống bên trong của cơ thể thực vật. Vách tế bào là sản phẩm hoạt động của chất nguyên sinh. Vì vậy, trong các tế bào sống, vách tế bào luôn có sự tiếp xúc chặt chẽ với chất nguyên sinh, ngay cả trong trạng thái co nguyên sinh chất - tưởng như là tế bào chất được tách rời khỏi màng, nhưng sự tiếp xúc đó vẫn được giữ nhờ những sợi sinh chất rất mỏng nối liền chất nguyên sinh với vách tế bào